# 魔龙的狂舞
《魔龙的狂舞》（英語：A Dance with Dragons）是《冰与火之歌》第五部。原著第四套书《群鸦的盛宴》和第五套书《魔龙的狂舞》的出版日期相隔了294个星期－－从2005年11月8日到2011年7月12日。
本書簡體中文版由重慶出版社於2013年出版，書名為《魔龙的狂舞》。正體中文版由陳岳辰翻譯，於2014年由高寶出版，書名為《與龍共舞》。